# Лобамба
Лобамба (англ. Lobamba) — историческая столица королевства Эсватини, местонахождение парламента и королевского дворца.  
Находится на западе Эсватини, в округе Хохо, в долине Эзулвини, в 16 км от столицы страны Мбабане.

## История
Лобамбой были названы две области. Первая из них, основанная в 1750 году на юге страны, теперь именуется Старой Лобамбой. В данной статье описано поселение, созданное Собхузой II в северо-западной части страны.
В 1903 году, после англо-бурских войн, британское правительство взяло под свой контроль Эсватини, которым в тот момент правил регент. В 1921 году король Собхуза II был коронован как глава Эсватини, находившегося под контролем британского правительства. Королевство стало независимым от британского правительства 6 сентября 1968 года, о чем объявил принц Махосини в Лобамбе, который был первым премьер-министром страны и правнуком короля Собхузы I. С обретением независимости Эсватини становится полноправным членом Организации африканского единства, Британского Содружества и Организации Объединенных Наций. Страна стала конституционной монархией при правлении короля Собхузы II, который жил в королевской резиденции, или Краале, в городе Лобамбе.

## Достопримечательности
- Дворец короля Эмбо Ройал
- Королевский Крааль
- Национальный музей
- Здание Парламента
- Мемориал короля Собузы II
- Культурная деревня — традиционная этническая деревня-улей, передающая быт местных жителей
- Водопад Мантенга
- Танец тростника (Умхланга) — ежегодный праздник девственниц в честь королевы-матери, проводится в августе-сентябре